# Георгий (Грязнов)
Архиепископ Георгий (в миру Алекса́ндр Ива́нович Грязно́в; 26 января 1934, деревня Бедрино, Ковровский район, Ивановская Промышленная область — 1 апреля 2011, Калуга) — епископ Русской православной церкви, архиепископ Людиновский, викарий Калужской епархии.

## Биография
Родился 26 января 1934 года в деревне Бедрино Ковровского района Ивановской промышленной области (ныне Владимирской области) в Ивана Васильевича и его супруги Анны Федоровны Грязновых, тружеников колхоза «Свободный труд». По воспоминаниям жительницы деревни Валентины Ивановны Мешковой: «И родители, и все дети, несмотря ни на что, оставались очень религиозными. Никто от них даже слова плохого не слышал. Очень добрые и благожелательные люди. Хотя сами жили крайне скудно, даже бедно, всегда были готовы помочь другим».
В 1948 году окончил школу-семилетку в посёлке Красный Октябрь и в том же году поступил во Владимирский сельскохозяйственный техникум, который успешно окончил в 1952 году специальности агроном-полевод.
Был распределён в Ковровский район Владимирской области, где три года проработал агрономом в совхозе «Завет Ильича», центральная усадьба которого находилась в селе Смолино — неподалёку от Бедрина. В 1955 году был призван на военную службу и по 1958 год служил в рядах Советской армии. После демобилизации продолжил работать в колхозе. Начальство и рядовые селяне ценили своего агронома за знания, ответственное отношение к делу и за ровный покладистый характер.
В 1962 году в разгар хрущёвской антирелигиозной кампании поступил в Московскую духовную семинарию: «Когда Саша Грязнов уволился и уехал, как говорили тогда, „учиться на попа“, все очень удивились. Тогда это было целое событие!». По окончании семинарии в 1966 году продолжил учёбу в Московской духовной академии.

### Священник
26 ноября 1968 году епископом Дмитровским Филаретом (Вахромеевым) был рукоположён во диакона, а 28 августа 1969 года — во пресвитера.
В 1970 году окончил Московскую духовную академию со степенью кандидата богословия за сочинение «Святые пастыри: из истории отечественного пастырства». Оставлен при Московской Духовной Академии профессорским стипендиатом и назначен помощником инспектора Досковских духовных школ. С 1971 года преподавал ряд предметов в Московской духовной семинарии.
2 апреля 1972 года был пострижен в монашество с наречением имени Георгий в честь великомученика Георгия Победоносца.
К Пасхе 1973 года был возведён в сан игумена и назначен преподавателем МДА.
6 апреля 1976 года ему присвоено звание доцента кафедры Гомилетики. В том же году становится старшим помощником инспектора Московских духовных школ по внешнепредставительской деятельности.
В 1978 году был возведён в сан архимандрита.
В июне 1983 года назначен инспектором Московской духовной академии, а в январе 1989 года — первым проректором Московских духовных школ.

### Епископ Челябинский и Златоустовский
10 апреля 1989 года постановлением Патриарха Московского и всея Руси Пимена и Священного Синода от определён быть епископом Челябинским и Златоустовским. В 1960—1989 года Челябинская епархия, не имела собственного архиерея и временно управлялась Свердловскими епископами.
22 апреля того же года в Богоявленском патриаршем соборе наречение архимандрита Георгия во епископа Челябинского и Златоустовского совершили митрополит Крутицкий и Коломенский Ювеналий (Поярков), архиепископы Свердловский и Курганский Мелхиседек (Лебедев), архиепископ Владимирский и Суздальский Валентин (Мищук), архиепископ Зарайский Алексий (Кутепов), епископы Можайский Григорий (Чирков), епископ Виленский и Литовский Антоний (Черемисов).
23 апреля 1989 года там же состоялась его архиерейская хиротония, которую совершили те же архиереи, а также митрополит Волоколамский и Юрьевский Питирим (Нечаев) и архиепископ Тульский и Белёвский Максим (Кроха).
Его приход на Челябинскую кафедру совпал с началом новой эпохи в истории Русской Православной Церкви, когда стало возможно открывать новые храмы и заниматься внехрамовой деятельностью. В первые годы управления епархией столкнулся с трудноразрешимыми проблемами. Массовое заселение области русскими произошло после революции в связи со строительством громадных промышленных комплексов, таких как Челябинский тракторный завод и Магнитогорский металлургический комбинат. После войны к ним добавились мощные объекты ВПК, подобные комбинату «Маяк», производившему ядерное оружие. На территории области почти не осталось даже разрушенных храмов. Епископ Георгий, не имеющий навыков организаторской деятельности, столкнулся с необходимостью строительства епархии почти с нуля при безразличном, если не враждебном, отношении к его деятельности властей и общественности. С 1991 по 1993 год был депутатом депутатом Челябинского областного совета.
По инициативе епископа Георгия были основаны новые приходы, число которых за время нахождения его на кафедре увеличилось в 4 раза — с 17 до 68, а число храмов в Челябинске — с 1 до 7. Строительство новых храмов началось в Магнитогорске, Копейске, Златоусте, Чесме, Миассе, Верхнем Уфалее и многих других местах. Однако успешным строительство оказалось только в Магнитогорске благодаря благодаря помощи металлургического комбината, в остальных местах строительство фактически было заморожено. На всю Россию звучала реклама строительства гигантского храма Андрея Первозванного в селе Казанцево, пригороде Челябинска, но и там работы были остановлены.
22 февраля 1995 года Священный Синод санкционировал открытие Челябинского духовного училища с двухлетним сроком обучения, ректором которого стал епископ Георгий, но учиться в нём выразили желание лишь около десятка воспитанников. По воспоминаниям священника Сергия Десяткова, «Будучи ректором училища, Владыка внимательно слушал каждого абитуриента, беседовал с ним. Впоследствии он знал каждого учащегося, его семью».
Видел основную опасность в проникновении магизма, оккультизма и сектантских идей в православную среду. Как писал Александр Щипков, «не пытался влиять на власть, он смирился с тем, что вся религиозная жизнь края протекает в диких языческих формах, и бросил все силы на внутренние духовные церковные проблемы в попытках оградить остатки своей паствы от наступающего магизма и оккультизма. Все его проповеди, все его статьи в епархиальной прессе, все его нечастые выступления не местном радио были посвящены одной этой теме».
По воспоминаниям протоиерея Феодора Сапрыкина, «епархиальное управление тогда представляло собой небольшой дом, где на убогой кухоньке готовила Владыке пищу старая бабушка. Он был скромен и в пище, и в одежде, и в быту, но богат душой».

### Викарий Калужской епархии
27 декабря 1996 года решением Священного Синода епископ Людиновским, викарием Калужской епархии.
Находясь на служении в Калужской епархии, оказывал помощь в её управлении митрополиту Калужскому и Боровскому Клименту (Капалину) и фактически управлял епархией во время частых отлучек митрополита Климента, сильно загруженного работой управляющего делами Московской Патриархии.
Решал вопросы, связанные с жизнью приходов (открытие и освящение храмов и часовен, посещение приходов и проведение приходских собраний и др.), возглавлял Церковный суд Калужской епархии, возглавлял епархиальные комиссии по канонизации святых и по работе с благочиниями и приходами, преподавал в Калужской духовной семинарии, принимал посетителей по различным вопросам, требующим епископского благословения. Совершал богослужения в Никольском храме и в храмах области по благословению управляющего епархией. 25 февраля 2005 года был возведён в сан архиепископа.
Во время очередной поездки на приход попал в аварию: машина, на которой ехал архиепископ с духовенством и иподиаконами, вылетела с трассы и несколько раз перевернулась, получив значительные повреждения. От сильного удара епископ Георгий, пробив окно, наполовину вылетел из машины, так что она частично придавила голову. После этого, как писал протодиакон Сергий Комаров, «всё чаще и чаще владыку стали посещать болезни. Сначала воспаление легких, затем инсульт, потом опять воспаление. Тяжелее всего владыка переживал отсутствие возможности общаться из-за этого с паствой, заниматься любимым делом: богослужением, преподаванием. Неоднократно он просил врачей отпустить его из больницы и, получив очередной отказ, предпринял беспрецедентный шаг. „Если я не могу принимать людей в епархии, я буду принимать их в больнице“».

### Смерть и похороны
26 марта 2011 года в 11.00 часов у архиепископа Георгия произошёл инсульт, после чего он в срочном порядке был госпитализирован в областную больницу Калуги и определён в отделение реанимации. Скончался утром 1 апреля 2011 года в областной больнице города Калуги от острого нарушения мозгового кровообращения.
3 апреля в Никольском храме Калуги митрополит Калужский и Боровский Климент возглавил Заупокойную Божественную литургию и чин отпевания новопреставленного архиепископа Георгия. Погребён при Свято-Никольском храме города Калуги. Прощание с почившим архипастырем происходило целый день накануне, во время Литургии и в течение чина отпевания. Всего проститься с усопшим пришло несколько тысяч человек. Был предан земле и похоронен в северном флигеле храма, где специально для этого была сделана усыпальница.
Начиная с 2011 года, каждый год 1 апреля во всех храмах Челябинской митрополии совершаются панихиды об упокоении архиепископа Георгия (Грязнова).

## Награды
- Орден Почёта (28 декабря 2000 года) — за большой вклад в укрепление гражданского мира и возрождение духовно-нравственных традиций[17].
- Орден Дружбы (26 декабря 2009 года) — за большой вклад в развитие духовной культуры и укрепление дружбы между народами[18].

## Публикации
- На пути к Царству Небесному // Журнал Московской Патриархии. 1975. — № 8. — С. 39-40.
- О добродетельной жизни // Журнал Московской Патриархии. 1976. — № 7. — С. 45-46.
- Архиепископ Варшавский и Привислинский Николай (Зиоров) (к 125-летию со дня рождения) // Журнал Московской Патриархии. 1976. — № 12. — С. 66-70.
- Посещение Святейшим Патриархом академии и семинарии «у Троицы» // Журнал Московской Патриархии. 1979. — № 2. — С. 15.
- Посещение Святейшим Патриархом Пименом Московских Духовных школ // Журнал Московской Патриархии. 1982. — № 3. — С. 25.
- XXI век — эпоха духовного просвещения // 3-и районные образовательные чтения, посвящённые памяти прп. Пафнутия: Мат-лы. — [Боровск], 2002. — С. 9-12.